# Дейвис (окръг, Индиана)
Вижте пояснителната страница за други населени места с името Дейвис.
Окръг Дейвис (на английски: Daviess County) е окръг в щата Индиана, Съединени американски щати. Площта му е 1132 km², а населението е 33 381 души (1 април 2020). Административен център е град Вашингтон.